# Fiat 130
O FIAT 130 foi um automóvel fabricado pela FIAT. Seu lançamento ocorreu com grande pompa no Salão de Genebra de 1969, na versão berlina (FIAT 130 A), com motor V6 2866 cc de 140 cv. com câmbio automático de série (pela primeira vez nos automóveis FIAT).
A FIAT pretendia fazer rivalizar com as referências da época (Jaguar XJ, BMW 3.0 S, Mercedes-Benz 280 SE, entre outros). Poucos meses depois foi lançada uma versão com 160 cv. Em 1971, a FIAT aposta com a versão Coupé (FIAT 130 BC), lançada conjuntamente com a versão da berlina (FIAT 130 B), ambas com motor V6 de 3235 cc. Esta versão Coupé, caracterizava por ter uma linha de cintura muito vincada, desenhada por Pininfarina. Um exemplar deste modelo encontra-se exposto no Museu de Arte Moderna de Nova Iorque.
Como principais concorrentes o FIAT 130 Coupé tinha o BMW 3.0 CS, o Jensen SP e o Mercedes-Benz 350 SLC, entre outros. No entanto, nunca teve grande sucesso comercial por ser particularmente elevado o seu preço e a rede FIAT não estar verdadeiramente vocacionada para este segmento de mercado. Produziram-se, de 1969 a 1977, 15.100 berlinas e 4491 coupés.
Foram também feitas versões especiais: um Coupé de 4 portas (Ópera), uma perua/carrinha "shooting brake" (Maremma) e algumas carrinhas comuns